# Kevin Staut
Kevin Staut (n. 15 noiembrie 1980, Le Chesnay, Île-de-France, Franța) este un sportiv ce a reprezentat Franța, medaliat olimpic. A participat la 2 ediții ale Jocurilor Olimpice (2012, 2016) în care a câștigat o medalie de aur.